# Badminton-Mannschaftseuropameisterschaft 2023
Die Badminton-Mannschaftseuropameisterschaft 2023 war die 27. Mannschaftseuropameisterschaft für gemischte Teams. Das Turnier wurde von Badminton Europe organisiert und fand vom 14. bis zum 18. Februar 2023 in Aire-sur-la-Lys statt.

## Medaillengewinner
| Disziplin | Gold | Silber | Bronze |
| --------- | --- | --- | --- |
| Teams     | Dänemark Amalie Magelund Anders Antonsen Frederik Søgaard Kim Astrup Line Christophersen Line Kjærsfeldt Maiken Fruergaard Mathias Christiansen Mathias Thyrri Rasmus Kjær Sara Thygesen Viktor Axelsen Christine Busch Hans-Kristian Vittinghus Jeppe Bay Mikkel Mikkelsen Rikke S. Hansen | Frankreich Alex Lanier Anne Tran Christo Popov Delphine Delrue Léonice Huet Lucas Corvée Margot Lambert Qi Xuefei Ronan Labar Thom Gicquel Toma Junior Popov Camille Pognante Emilie Vercelot Flavie Vallet Lucas Renoir Malya Hoareau Téa Margueritte | England Abigail Holden Ben Lane Callum Hemming Chloe Birch Ethan van Leeuwen Freya Redfearn Gregory Mairs Jenny Moore Johnnie Torjussen Harry Huang Lauren Smith Marcus Ellis Sean Vendy Cholan Kayan Georgina Bland                                                                                 |
| Teams     | Dänemark Amalie Magelund Anders Antonsen Frederik Søgaard Kim Astrup Line Christophersen Line Kjærsfeldt Maiken Fruergaard Mathias Christiansen Mathias Thyrri Rasmus Kjær Sara Thygesen Viktor Axelsen Christine Busch Hans-Kristian Vittinghus Jeppe Bay Mikkel Mikkelsen Rikke S. Hansen | Frankreich Alex Lanier Anne Tran Christo Popov Delphine Delrue Léonice Huet Lucas Corvée Margot Lambert Qi Xuefei Ronan Labar Thom Gicquel Toma Junior Popov Camille Pognante Emilie Vercelot Flavie Vallet Lucas Renoir Malya Hoareau Téa Margueritte | Deutschland Emma Moszczynski Fabian Roth Isabel Lohau Jan Colin Völker Jones Ralfy Jansen Kai Schäfer Linda Efler Mark Lamsfuß Marvin Seidel Stine Küspert Yvonne Li Ann-Kathrin Spöri Bjarne Geiss Franziska Volkmann Leona Michalski Matthias Kicklitz Miranda Wilson Patrick Scheiel Samuel Hsiao |

## Qualifikation
| Gruppe | Ort           | Austragungsstätte          | Qualifiziert | Ausgeschieden               |
| ------ | ------------- | -------------------------- | ------------ | --------------------------- |
| 1      | Milton Keynes | National Badminton Centre  | England      | Polen Norwegen Slowakei     |
| 2      | Haarlem       | Duijnwijck Hal             | Niederlande  | Estland Israel Italien      |
| 3      | Oberkirch     | Campus Sursee Sportarena   | Ukraine      | Spanien Schweiz Island      |
| 3      | Oberkirch     | Campus Sursee Sportarena   | Ukraine      | Ungarn Grönland             |
| 4      | Glasgow       | National Badminton Academy | Schottland   | Tschechien Luxemburg        |
| 4      | Glasgow       | National Badminton Academy | Schottland   | Schweden Irland Portugal    |
| 5      | Sofia         | Badminton Hall Europe      | Bulgarien    | Belgien Slowenien           |
| 5      | Sofia         | Badminton Hall Europe      | Bulgarien    | Finnland Österreich Litauen |

## Gruppenphase

### Gruppe A
| Platz | Team       | Pld | W | L | MF | MA | MD  | GF | GA | GD  | PF  | PA  | PD   | Pts |   |
| ----- | ---------- | --- | - | - | -- | -- | --- | -- | -- | --- | --- | --- | ---- | --- | - |
| 1     | Dänemark   | 3   | 3 | 0 | 13 | 2  | +11 | 28 | 6  | +22 | 688 | 477 | +211 | 3   | Q |
| 2     | England    | 3   | 2 | 1 | 9  | 6  | +3  | 21 | 14 | +7  | 636 | 603 | +33  | 2   | Q |
| 3     | Schottland | 3   | 1 | 2 | 6  | 9  | −3  | 13 | 21 | −8  | 565 | 602 | −37  | 1   |   |
| 4     | Ukraine    | 3   | 0 | 3 | 2  | 13 | −11 | 6  | 27 | −21 | 459 | 666 | −207 | 0   |   |

### Gruppe B
| Platz | Team        | Pld | W | L | MF | MA | MD  | GF | GA | GD  | PF  | PA  | PD   | Pts |   |
| ----- | ----------- | --- | - | - | -- | -- | --- | -- | -- | --- | --- | --- | ---- | --- | - |
| 1     | Frankreich  | 3   | 3 | 0 | 13 | 2  | +11 | 28 | 10 | +18 | 753 | 619 | +134 | 3   | Q |
| 2     | Deutschland | 3   | 2 | 1 | 7  | 8  | −1  | 18 | 17 | +1  | 626 | 592 | +34  | 2   | Q |
| 3     | Niederlande | 3   | 1 | 2 | 5  | 10 | −5  | 14 | 22 | −8  | 614 | 675 | −61  | 1   |   |
| 4     | Bulgarien   | 3   | 0 | 3 | 5  | 10 | −5  | 10 | 21 | −11 | 467 | 574 | −107 | 0   |   |

## Endrunde
|  | Halbfinale  | Halbfinale |          |   | Finale | Finale |
|  |             |            |          |   |        |        |
|  |             |            |          |   |        |        |
|  |             |            |          |   |        |        |
|  | Dänemark    | 3          |          |   |        |        |
|  | Dänemark    | 3          |          |   |        |        |
|  | England     | 0          |          |   |        |        |
|  | England     | 0          | Dänemark | 3 |        |        |
|  |             |            | Dänemark | 3 |        |        |
|  |             | Frankreich | 2        |   |        |        |
|  | Deutschland | Frankreich | 2        | 1 |        |        |
|  | Deutschland |            |          | 1 |        |        |
|  | Frankreich  | 3          |          |   |        |        |
|  | Frankreich  | 3          |          |   |        |        |

## Endstand
|   | Team        | Sp. | G | V | Pkt. | MD  | GD  | PD   |
| - | ----------- | --- | - | - | ---- | --- | --- | ---- |
| 1 | Dänemark    | 5   | 5 | 0 | 5    | +15 | +28 | +285 |
| 2 | Frankreich  | 5   | 4 | 1 | 4    | +12 | +21 | +124 |
|   |             |     |   |   |      |     |     |      |
| 3 | England     | 4   | 2 | 2 | 2    | 0   | +1  | −20  |
| 3 | Deutschland | 4   | 2 | 2 | 2    | −3  | −2  | +23  |
|   |             |     |   |   |      |     |     |      |
| 5 | Schottland  | 3   | 1 | 2 | 1    | −3  | −8  | −37  |
| 5 | Niederlande | 3   | 1 | 2 | 1    | −5  | −8  | −61  |
| 7 | Bulgarien   | 3   | 0 | 3 | 0    | −5  | −11 | −107 |
| 7 | Ukraine     | 3   | 0 | 3 | 0    | −11 | −21 | −207 |